# Mirjam Mous
Mirjam Mous, née le 7 novembre 1963 à Oosterhout, est une écrivaine et femme de lettres néerlandaise, auteure de livres pour la jeunesse.

## Biographie
Mirjam Mous grandit à Made, un village néerlandais du Brabant-Septentrional. Elle est diplômée du HAVO (nl) (lycée moderne) et de la Pedagogische Academie (nl) (formation d'enseignant). Avant qu'elle ne commence à écrire, elle travaillait au Berkenhof, une école d'éducation spécialisée à Bréda. Depuis 2005, elle écrit à temps plein. En plus de livres pour la jeunesse, elle écrit des histoires pour des méthodes d'enseignement et des magazines.
Mirjam Mous écrit pour différents âges, du lecteur débutant (5 ans et plus, tels que Spees de ruimtewees et Vigo Vampier) aux livres adaptés aux adolescents de 12 ans et plus.

## Carrière
Auteure de plus de 70 livres pour la jeunesse et appréciée dans les écoles, Mirjam Mous est une des huit écrivains ayant participé au Literatour pendant la semaine du livre pour la jeunesse 2016. Elle co-écrit le livre-cadeau pour cette occasion, considéré comme une honneur aux Pays-Bas. Les élèves écrivent assez fréquemment des comptes-rendus de ses livres.
Son livre Boy 7 (2009) a été no 1 de la liste best-sellers 12–17 ans (probablement concernant l'année 2017) et a été deux fois adapté, en 2015, pour le cinéma néerlando-hongrois et allemand.

### Réception
Mirjam Mous est régulièrement citée dans la presse nationale néerlandaise, notamment dans de Volkskrant,, NRC, De Telegraaf, Het Parool, ainsi que dans la presse régionale et fait, aussi, l'objet d'un compte-rendu sur le site Trotse moeders (mères fières).
Elle bénéficie, également, de chroniques dans la presse allemande,,.